# Conducta antideportiva

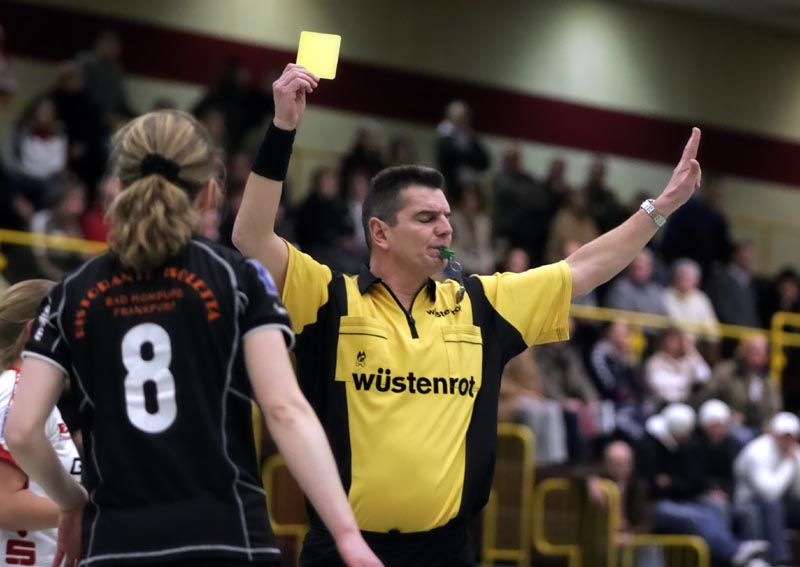
Una tarjeta amarilla que se da en un juego de balonmano

La Conducta antideportiva es una falta o una ofensa en muchos deportes que viola las reglas generalmente aceptadas de deportividad y conducta de los participantes. Algunos ejemplos son el abuso verbal o las burlas a un oponente o a un oficial de juego, una celebración excesiva después de una jugada importante o fingir una lesión. Las reglas oficiales de muchos deportes incluyen una disposición general por la que los participantes o un equipo entero pueden ser penalizados o sancionados de otro modo por conducta antideportiva.

## Ejemplos en diferentes deportes

### Fútbol americano
En el fútbol americano, la conducta antideportiva da lugar a una penalty de 15 yardas, aplicada tras la finalización de una jugada.
Cuando se produce después de una jugada de anotación, las 15 yardas se evalúan en el saque de salida. Las situaciones que pueden incurrir en esta penalización incluyen celebración excesiva después de las jugadas, a menudo involucrando accesorios o múltiples jugadores o participando en burlas contra un oponente; el hecho de que un jugador se quite el casco a propósito en cualquier parte del campo de juego durante o entre las jugadas; o si una suplente abandona el banquillo del equipo durante una pelea. La conducta antideportiva también puede dar lugar a la expulsión de jugadores u oficiales del juego si la conducta se considera flagrante, como por ejemplo, hacer contacto con los oficiales del juego. En la NCAA y la NFL, dos faltas de conducta antideportiva conllevan la expulsión del infractor.
El árbitro señala la conducta antideportiva manteniendo los brazos extendidos con las palmas hacia abajo. Los entrenadores también pueden recibir una sanción de conducta antideportiva por burlarse, discutir o abusar de los oficiales, una de las pocas veces que las acciones de un entrenador pueden ser penalizadas fuera de la rara sanción de acto palpablemente injusto; sin embargo, a diferencia de los jugadores, los entrenadores no pueden ser descalificados por su segunda.
Durante la pandemia de COVID-19 en Estados Unidos, la definición de conducta antideportiva se amplió para incluir la violación de los protocolos diseñados para frenar la propagación de COVID-19. Las sanciones pueden incluir multas, suspensiones o incluso la pérdida de selecciones del draft además de la pena estándar de 15 yardas para el culpable.

### Fútbol canadiense
En el fútbol canadiense, la conducta antideportiva está cubierta por dos sanciones. Las infracciones no violentas constituyen una falta de conducta objetable y sólo conllevan una sanción de 10 yardas. (Las ligas de fútbol americano de salón, debido a que el campo es más corto, también asignan una sanción de 10 yardas por conducta antideportiva). Juego brusco es la falta que se aplica a la conducta violenta antideportiva; conlleva una sanción de 25 yardas, la mayor de todo el fútbol americano.

### Fútbol
En el fútbol de asociación, el término "comportamiento antideportivo" se utiliza más comúnmente, siendo una de las razones enumeradas en la ley 12 de las Reglas del fútbol por las que se puede dar una tarjeta amarilla. Se interpreta de forma amplia, sobre todo para sancionar falta que son más graves que la mayoría, aunque por debajo del nivel que merecería una Tarjeta roja. Otros ejemplos son las celebraciones extravagantes de los goles (por ejemplo, quitarse la camiseta) y la simulación de acciones destinadas a engañar al árbitro simulación

### Tenis
En el tenis, este tipo de conducta se clasifica como una "violación del código". Los ejemplos incluyen el abuso de la raqueta (lanzar intencionadamente una raqueta o utilizarla para golpear un objeto que no sea la pelota), el abuso de la pelota (golpear o lanzar intencionadamente la pelota a las gradas fuera del juego normal), o gritar intencionadamente durante un punto para distraer a un oponente. Las sanciones varían en función de los organizadores del partido o del torneo y suelen comenzar con una advertencia verbal para la primera infracción, y la pérdida de un punto, un juego o un partido para las infracciones adicionales.

### Críquet
En el cricket, este tipo de comportamiento se considera una violación del "espíritu del juego". El preámbulo de las Leyes del cricket indican ciertas acciones que pueden violar el espíritu del críquet. En el Código de Conducta del Cricket de la ICC figura una lista más detallada (junto con las sanciones correspondientes).  Dado que el buen comportamiento en el cricket se considera tradicionalmente la condición sine qua non de un caballero al estatus histórico del juego como "juego de caballeros", ha dado lugar al dicho "It's not cricket", una frase en inglés que significa conducta antideportiva en el deporte, en los negocios o en la vida en general. Existe un debate considerable sobre si sledging debería considerarse como "conducta antideportiva" y prohibirse debido a varios casos punibles de alto perfil de abuso racial y verbal durante los partidos internacionales; los defensores han argumentado que el sledging estaba destinado a ser ingenioso y humorístico y no un ataque personal al jugador de la oposición.

### Hockey sobre hielo

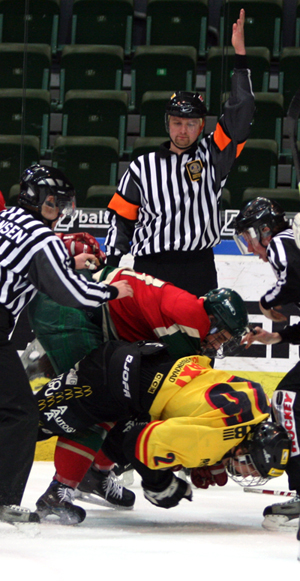
Una pelea durante un partido de hockey sobre hielo de la liga juvenil entre Frölunda HC y VIK Västerås HK

En el hockey sobre hielo, la conducta antideportiva se define en la Regla 75 del Libro de Reglas de la Liga Nacional de Hockey de la siguiente manera:
"Los jugadores, los porteros y el personal del Club que no juega son responsables de su conducta en todo momento y deben esforzarse por evitar el desorden antes, durante o después del partido, dentro o fuera del hielo y en cualquier lugar de la pista. Los árbitros podrán imponer sanciones a cualquiera de los miembros del personal del equipo mencionados por no hacerlo". Un jugador puede recibir una sanción de dos minutos por conducta antideportiva. Inusualmente para un deporte de equipo, las peleas, en la mayoría de las circunstancias, no constituyen una conducta antideportiva.

## Lacrosse de campo
Lacrosse de campo definición de conducta antideportiva en el lacrosse de campo incluye generalmente el mismo comportamiento que en otros deportes, como discutir con el árbitro sobre una decisión, usar lenguaje soez y provocar a otros jugadores. Se considera una falta personal según las reglas. Los entrenadores y el personal que no juega pueden incurrir en la sanción si entran en el campo sin el permiso del oficial (salvo en situaciones en las que las reglas lo permiten) o utilizan un lenguaje abusivo hacia los oficiales. Si el comportamiento continúa, se pueden cometer otras infracciones. Las sanciones pueden variar de uno a tres minutos, normalmente no son liberables; en algunos casos menos graves que no implican una conducta abusiva, como tocar deliberadamente el balón durante el juego, cometer repetidamente la misma falta técnica o retrasar deliberadamente el regreso al campo de juego para obtener una ventaja, esas sanciones son liberables.
De acuerdo con las reglas del lacrosse masculino y femenino de la escuela secundaria, una segunda sanción por conducta antideportiva no reajustable contra el mismo jugador es una falta automática de expulsión. El jugador debe cumplir tres minutos no rejugables en el área de penalización; cuando ese tiempo expira, un sustituto debe volver a entrar en el juego en su lugar. (Deberá abandonar el área de juego a menos que no haya personal de la escuela cerca para supervisar, en cuyo caso estará confinado en el área del banquillo durante el resto del partido, además de su suspensión que aumentará en un partido.

## Deportes de motor
En la Fórmula 1, los pilotos reciben una bandera blanca y negra por conducción antideportiva. Para las conductas antideportivas ocurridas una vez terminada la carrera, o fuera de ella, se utiliza la frase "desprestigiar el deporte", como en el caso del uso de órdenes de equipo o cuando la FIA expulsó a Andrea Moda Formula en 1992.

La NASCAR también tiene la sección 12-4, que prohíbe las acciones que sean "perjudiciales para las carreras de coches de carreras".  Esto se invocó contra Michael Waltrip Racing como resultado de aparentemente jugar con el sistema para permitir que su piloto Martin Truex Jr. llegara a la Chase for the Cup de 2013. Otro ejemplo fue cuando Marcos Ambrose y Casey Mears fueron multados por atacarse en la zona de boxes después de la 2014 Toyota Owners 400.

## Ajuste de partidos
La conducta antideportiva también incluye los intentos por parte de los jugadores de match fixing, que ha visto a los equipos perder deliberadamente (un partido tirado) o lograr empates o puntuaciones selectas, con el fin de recibir una eliminatoria más favorable o una selección más alta en el draft.